# Station Clara
Station Clara is een spoorwegstation in Clara in het Ierse  graafschap Offaly. Het station ligt aan de lijn  Dublin - Galway. In het verleden was er ook een verbinding met Streamstown. Deze werd in 1963 gesloten.

## Verbindingen
In de dienstregeling van Iarnród Éireann voor 2015 heeft Clara verbindingen met Galway, met Westport en Ballina en met Dublin. Galway wordt vijf keer per dag bediend, Westpor/Ballina vier keer per dag, terwijl er dagelijks twaalf treinen richting Dublin gaan.